# الحصنين
الحصنين هي قرية في مُحافظة بارق في محافظة عسير السعودية. تقع على ارتفاع 396 متر (1,299 قدم) ويبلغ عدد سُكانها 2000 حسب إحصاء (1970). ويصل للطريق الرئيسي من خلال 9.8 كيلومتر.

## أصل الكلمة والاستخدام
الحصنين وتعني (البُرجان). كان في قرية الحصنين بُرجان من الحجر، ولكن تم هدمهما لأسباب غير معروفة.

## الأحداث
حدثت في قرية الحصنين في مُحافظة عسير بعض الأحداث، عُندما مرت القرية بأمطار غزيرة وسيول في عام 2016، وكادت أن تتسبب بكارثة، وطالب أهالي قرية الحصنين والشوكان والدولج بالوقوف على الأضرار التي خلفتها هذه السيول وطالبت أيضًا بلدية المجاردة بإنشاء جسر لدرء السيول والأمطار الغزيرة التي تحدث في كل فصل، وتم مُناشدة المجلس البلدي لكي لا تحل الكارثة في يوم من الأيام.